# 聖日耳曼伯爵
聖日爾曼伯爵（法語：Comte de Saint Germain，1691年或1712年—1784年2月27日），近代法国神祕人物。有人形容他是廷臣、冒險者、發明家、業餘科學家、畫家、鋼琴家、小提琴手以及業餘作曲家，還有人說他曾展示過煉金術。根據幾個消息來源，他的名字並不代表家族領地或頭銜，而是自己取的；是拉丁文Sanctus Germanus的法文版本，意為Holy Brother。他同時還有一些其他的名字，諸如孟菲拉侯爵（Marquis de Montferrat）、Bellamarre或Aymar伯爵（Comte Bellamarre or Aymar）、騎士修寧（Chevalier Schoening）、騎士韋爾頓（Chevalier Weldon〔Welldone〕）、Comte Soltikoff、Graf Tzarogy和拉科齊王子。

## 生平
聖日爾曼的背景與身份成謎，引發許多對其出身的猜測。根據Prince Charles of Hesse的說法，聖日耳曼在晚年自稱是特兰西瓦尼亚王子Francis II Rakoczi與第一任妻子所生的兒子。這似乎是主流說法。另一個理論是說他是西班牙國王卡洛斯二世的寡婦Maria Anna of Pfalz-Neuburg的私生子，還有一個猜測說他是葡萄牙王之子。
聖日耳曼可能曾在義大利的錫耶納大學（Università di Siena）讀書，為美第奇家族最後一位大公吉安·加斯東的學生。
他第一次以聖日耳曼之名出現的紀錄在1710。Baron de Gleichen說他那時在威尼斯。其他的紀錄包括1743年在倫敦、1745年在愛丁堡；在愛丁堡時他因涉嫌在詹姆斯黨革命期間從事諜報活動被軟禁。因為沒有證據，聖日耳曼被釋放了，他很快贏得優秀小提琴手的名聲──據說和帕格尼尼一樣好。在這段時期他認識了盧梭。1746年他消失了。一位1745年就認識他的霍勒斯·沃波爾形容他：「他唱歌，拉奏美妙的小提琴，作曲，有點瘋狂而且不是非常理性。」
1758年他重回凡爾賽，在這個時期他留下了一些肖像畫。他自稱擁有一些染料配方，而路易十五讓他住在香波爾城堡，他在此地和路易十五及其情婦龐巴度夫人相處了很長一段時間。在巴黎，他大方的分送鑽石當作禮物。義大利知名冒險家賈科莫·卡薩諾瓦說他親眼看過聖日耳曼化銀成金，不過又補充說那可能只是技法而已。據說聖日耳曼有時會暗示他其實已經幾百歲了。當時一位自稱叫Lord Gower的丑角開始在沙龍中模仿聖日耳曼的神態，開玩笑說他曾當過耶穌的顧問。1760年，外交部長舒瓦瑟爾公爵（Duke of Choiseul）想要將聖日耳曼逮捕，他卻已經由荷蘭到英國去執行路易十五所交派的任務了。
在此之後伯爵又經由荷蘭到達俄羅斯，當俄國發生政變，將叶卡捷琳娜二世推上寶座時他顯然就身在聖彼得堡。後來有陰謀論推斷他就是肇因。第二年他出現在南尼德蘭（現在的比利時），購買土地並使用另一個名字Surmount。他試著向城邦推薦自己的技術（木材、皮革、油畫顏料的加工方式），在（終告失敗的）交涉過程中，他暗示自己出身王室。然後在接下來的11年消失無蹤。
1774年他再度出現，向一位巴伐利亞的伯爵自我介紹為Freiherr Reinhart Gemmingen-Guttenberg，the Count Tsarogy。1776年伯爵在德國，自稱為騎士韋爾頓，再一次推銷自己的處方：化妝品、葡萄酒、烈酒、對於骨頭、紙和象牙的加工法。他用黃金變質來離間腓特烈大帝的密探，對國王說他是個共濟會員。他住在石勒苏益格-荷尔斯泰因總督──黑森-卡塞爾的卡爾王子的一間居所中，研究藥草藥方與化學來周濟窮人。他對卡爾王子自稱為特兰西瓦尼亚王子拉科齊·費倫茨二世之子。他死於1784年，死因可能是肺炎。他沒有留下多少遺產。
謠傳他仍然活著：1835年在巴黎，1867年在米蘭，拿破崙戰役時期在埃及。拿破崙三世有一份他的檔案，但是在1871年一場大火中燒毀了。神智學（Theosophy）者安妮·貝贊特（Annie Besant）說她在1896年遇到伯爵；神智學者李德彼特說他1926年在羅馬遇到過伯爵，而且聖日耳曼展示了一件曾經屬於羅馬皇帝的袍子，還說自己有一個住處是川西凡尼亞的一座城堡。神智學者波洛德宣稱在夏斯塔山（Mt. Shasta）見到伯爵並被引見給一群金星來的旅客，並出版一系列關於他們交流的書。波洛德發起了"I Am" Activity宗教運動。
在1972年1月28日，Richard Chanfray，一位前科犯和歌星黛莉達的情人，在法國的電視節目上自稱為聖日耳曼伯爵，同時宣稱路易十五仍然活著。

## 傳說
在他死後的數百年間，各種神話、傳說、猜測紛紛出現。有人說他會耍蛇和腹語術，有傳聞說他和龐巴度夫人有緋聞。還有的說他是不死之身，是永世流浪的猶太人，是個擁有不死藥的煉金術士，是個薔薇十字團員，是 Queen Maria Anna of Spain的私生子，或是他預言了法國大革命。卡薩諾瓦稱他為提琴手卡里尼（the violinist Catlini）。卡廖斯特羅伯爵據說是他的學生。另外「聖日耳曼」這個名字並非那麼稀有也造成不少混亂。

## 深入閱讀
- Bernard, Raymond.Great Secret Count St. Germain. Mokelumne Hill, California: Mokelumne Hill Press, 1993 (reprint ed.). ISBN 0-7873-0095-0.

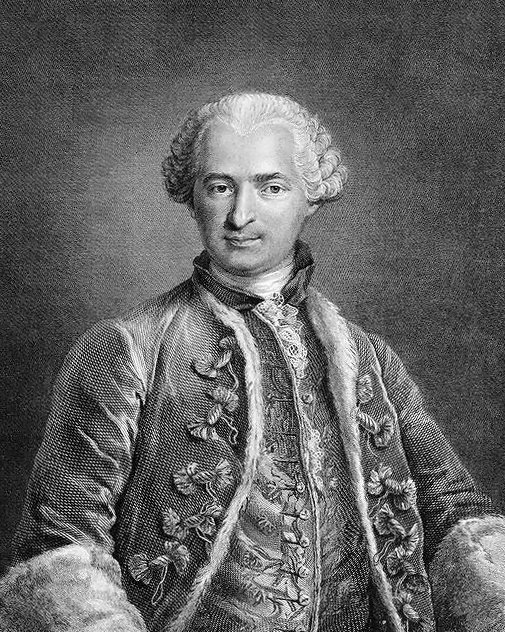
聖日爾曼伯爵

- Fuller, Jean Overton. The Comte de Saint-Germain: Last Scion of the House of Rakockzy. London: East-West Publications, 1988. ISBN 0-85692-114-9.
- Prophet, Elizabeth Clare. Saint Germain: Master Alchemist. Gardiner, Montana: Summit University Press, 2004. ISBN 0-922729-95-6.
- Prophet, Elizabeth Clare. Saint Germain's Prophecy for the New Millennium: Includes Dramatic Prophecies from Nostradamus, Edgar Cayce, and Mother Mary. Gardiner, Montana: Summit University Press, 1999. ISBN 0-922729-45-X.
- Prophet, Elizabeth Clare. Violet Flame to Heal Body, Mind and Soul. Gardiner, Montana: Summit University Press, 1998. ISBN 0-922729-37-9.
- Saint Germain. Saint Germain on Alchemy: Formulas for Self-Transformation. Gardiner, Montana: Summit University Press, 1988. ISBN 0-916766-68-3.

## 外部連結
- The Comte de St. Germain （页面存档备份，存于） (1912) by Isabel Cooper-Oakley, at sacred-texts.com
- Google Images search—Images of the Cosmic Master Saint Germain
- The Saint Germain Foundation （页面存档备份，存于）—Guy Ballard and "I AM"
- Saint Germain Press （页面存档备份，存于）—The publications of Guy Ballard for sale
- Comte Saint-Germain: The Immortal German Alchemist （页面存档备份，存于） at Alchemy Lab
- An overview of the Count and his legend （页面存档备份，存于） at The Media Desk
- Saint-Germain （页面存档备份，存于）—Chelsea Quinn Yarbro's official site
- "Count of St Germain: the Mysterious Rosicrucian, who was the Father of the American Republic" （页面存档备份，存于）—Chapter Eleven from Great Secret: Count St. Germain by Raymond Bernard
- The Immortal Count by Doug Skinner, Fortean Times #146, 2001
- Saint Germain, Chohan of the Seventh Ray at The Summit Lighthouse
- Saint Germain Embodiments from The Temple of The Presence
- Count Saint-Germain historical adventure novels